# Ákos Buzsáky
Ákos Buzsáky (Budapeste, 7 de maio de 1982) é um ex-futebolista húngaro que atuava como meio-campista.

## Carreira

### Clubes
Iniciou a carreira profissional em 1999, no MTK, que enfrentou o ÍBV (Islândia) na segunda fase de classificação da Liga dos Campeões da UEFA de 1999–00. A equipe de Budapeste venceu os nórdicos por 5–1 no placar agregado. A estreia no Campeonato Húngaro foi contra o Haladás, em outubro do mesmo ano, e em abril de 2000 faz o seu primeiro gol, contra o ZTE.
Em julho de 2002, Buzsáky assinou com o Porto, mas ele só disputaria sua primeira partida pelos Dragões em abril do ano seguinte, na vitória por 3–0 sobre o Beira-Mar.
Sem espaço na equipe treinada por José Mourinho (foram apenas 3 jogos), Buzsáky foi emprestado para Académica e Plymouth Argyle, que o contratou em definitivo em 2005. Nos Pilgrims, o meia atuou em 96 partidas (15 no período de empréstimo e 81 após a contratação) e fez 8 gols.
Em 2007, foi novamente emprestado, desta vez ao Queens Park Rangers, participando em 12 jogos e balançando as redes adversárias 6 vezes. O clube londrino exerceu a compra definitiva de Buzsáky em janeiro do ano seguinte, disputando, até 2012, 102 partidas no total, com 17 gols. Suas atuações renderam a ele o apelido de "The White Pelé" (Pelé branco) pela torcida do QPR.
Jogou também por Portsmouth, Barnsley e Ferencváros, onde encerrou a carreira em 2015 devido a uma série de lesões.

### Seleção Húngara
Buzsáky atuou em 20 partidas pela Seleção Húngara, estreando em setembro de 2005 contra Malta, e seu primeiro gol com a camisa dos Magiares foi na derrota por 2–1 para a Grécia, pelas eliminatórias da Eurocopa de 2008 - embora a autoria seja atribuída a Kostas Katsouranis, que mandara a bola para o gol.

## Títulos
MTK[carece de fontes?]
- Copa da Hungria: (1999–00)

Porto[carece de fontes?]
- Copa da UEFA: (2002–03)
- Supertaça Cândido de Oliveira: (2003)

Queens Park Rangers[carece de fontes?]
- EFL Championship: (2011–12)